# العلاقات الفلبينية البوتانية
العلاقات الفلبينية البوتانية هي العلاقات الثنائية التي تجمع بين الفلبين وبوتان.

## مقارنة بين البلدين
هذه مقارنة عامة ومرجعية للدولتين:
| وجه المقارنة                                              | الفلبين                       | بوتان          |
| --------------------------------------------------------- | ----------------------------- | -------------- |
| المساحة (كم2)                                             | 343.45 ألف                    | 38.39 ألف      |
| عدد السكان (نسمة)                                         | 104.92 مليون                  | 807.61 ألف     |
| الكثافة السكانية (ن./كم²)                                 | 305.49                        | 21.04          |
| العاصمة                                                   | مانيلا                        | تيمفو          |
| اللغة الرسمية                                             | اللغة الفلبينية، لغة إنجليزية | لغة دزونكا     |
| العملة                                                    | بيسو فلبيني                   | نغولترم بوتاني |
| الناتج المحلي الإجمالي (بليون دولار)                      | 313.60 مليار                  | 2.51 مليار     |
| الناتج المحلي الإجمالي (تعادل القوة الشرائية) بليون دولار | 743.90 مليار                  | 6.49 مليار     |
| الناتج المحلي الإجمالي الاسمي للفرد دولار أمريكي          | 2.90 ألف                      | 2.66 ألف       |
| الناتج المحلي الإجمالي للفرد دولار أمريكي                 | 7.39 ألف                      | 7.82 ألف       |
| مؤشر التنمية البشرية                                      | 0.668                         | 0.605          |
| رمز المكالمات الدولي                                      | +63                           | +975           |
| رمز الإنترنت                                              | .ph                           | .bt            |
| المنطقة الزمنية                                           | توقيت الفلبين                 | ت ع م+06:00    |

## منظمات دولية مشتركة
يشترك البلدان في عضوية مجموعة من المنظمات الدولية، منها:
| علم المنظمة | اسم المنظمة                        | تاريخ انضمام الفلبين | تاريخ انضمام بوتان |
| ----------- | ---------------------------------- | -------------------- | ------------------ |
|             | وكالة ضمان الاستثمار متعدد الأطراف | 8 فبراير 1994        | 21 أكتوبر 2014     |
|             | منظمة الشرطة الجنائية الدولية      | ?                    | ?                  |
|             | منظمة حظر الأسلحة الكيميائية       | ?                    | ?                  |
|             | الأمم المتحدة                      | 24 أكتوبر 1945       | 21 سبتمبر 1971     |
|             | مؤسسة التمويل الدولية              | 12 أغسطس 1957        | 1 ديسمبر 2003      |
|             | يونسكو                             | 21 نوفمبر 1946       | 13 أبريل 1982      |
|             | مؤسسة التنمية الدولية              | 28 أكتوبر 1960       | 28 سبتمبر 1981     |
|             | بنك التنمية الآسيوي                | 1966                 | 1982               |
|             | البنك الدولي للإنشاء والتعمير      | 27 ديسمبر 1945       | 28 سبتمبر 1981     |
|             | الاتحاد البريدي العالمي            | ?                    | ?                  |
|             | الاتحاد الدولي للاتصالات           | 25 مايو 1912         | 15 سبتمبر 1988     |

## وصلات خارجية
- موقع وزارة الخارجية الفلبينية
- موقع وزارة الخارجية البوتانية